# Президентство Игоря Додона
Президентство Игоря Додона началось 23 декабря 2016 года. Игорь Николаевич Додон — Президент Республики Молдова с 23 декабря 2016 по 24 декабря 2020 год, и первый с 1996 года президент республики, избранный в ходе первых прямых президентских выборов.

## Избрание Игоря Додона
31 мая 2016 года (ещё до выдвижения Додона в кандидаты на президентские выборы) были опубликованы результаты опросов, согласно которым Игорь Додон был назван самым популярным политиком в Молдавии.
31 августа 2016 года Игорь Додон был видвинут кандидатом в президенты Республики Молдова от Партии социалистов Республики Молдова. Додон выступал за прекращение евроинтеграции и возобновление стратегического партнерства с Россией. Он является сторонником федерализации Республики Молдова и сохранения ее внеблокового статуса.
30 октября 2016 года Додон победил в первом туре выборов, набрав 47,98% голосов. 13 ноября 2016 года Додон победил во втором туре выборов, набрав 52,27% голосов.

## Промежуточный период
18 ноября 2016 года ЦИК Республики Молдова официально объявил о победе Додона на выборах. В этот же день Додон вышел из Партии социалистов Республики Молдова, т.к. президент Республики Молдова не имеет права состоять в какой-либо партии.
13 декабря Конституционный суд Республики Молдова утвердил итоги выборов, признав Игоря Додона избранным президентом Республики Молдова.
15 декабря Додон сдал свой депутатский мандат.

## Инаугурация
23 декабря 2016 года в Национальном Дворце прошла процедура инаугурации новоизбранного президента Республики Молдова.

## Первые 100 дней
В ночь с 23 на 24 декабря в Кишинёве прошли переговоры Додона с вице-премьером России Дмитрием Рогозиным.
26 декабря 2016 года со здания администрации президента Республики Молдова был снят флаг Европейского союза, висевший рядом с молдавским, а версия официального сайта президента Республики Молдова на румынском языке была изменена на молдавский.
3 января 2017 года Игорь Додон своим указом лишил бывшего президента Румынии Траяна Бэсеску молдавского гражданства.
4 января 2017 года в городе Бендеры президент Республики Молдова Игорь Додон встретился с президентом Приднестровской Молдавской Республики Вадимом Красносельским. Эта встреча стала первой встречей лидеров за 8 лет.
Свой первый официальный международный визит Додон совершил в Москву 16-18 января 2017 года. Этот визит стал первым визитом президента Республики Молдова в Россию за последние 9 лет. В ходе встречи с Владимиром Путиным Додон заявил, что соглашение Республики Молдова об ассоциации с ЕС будет аннулировано. Также Додон заявил, что интеграция Республики Молдова в НАТО будет остановлена. Кроме того, президент Республики Молдова попросил предоставить стране статус наблюдателя в ЕАЭС. По словам президента Додона, Республика Молдова будет нейтральной страной.
6-7 февраля Додон с визитом посетил Брюссель, где провел переговоры с председателем Европейского совета Дональдом Туском, главой Еврокомиссии Жан-Клодом Юнкером, руководителем Европарламента Антонио Таяни, главой дипломатии ЕС Федерикой Могерини и с замгенсека НАТО Роуз Геттемюллер. В ходе этого визита Додон объявил о том, что Республика Молдова намерена денонсировать соглашение об ассоциации Республики Молдова с ЕС. В то же время Додон заявил, что намерен поддерживать добрососедские отношения с ЕС и с Россией.
28 февраля в России было принято решение об амнистии 250 тысяч трудовых молдавских мигрантов.
Второй раз Додон посетил Россию 17-19 марта 2017 года. На встрече с Владимиром Путиным обсуждались вопросы приднестровского урегулирования и амнистии для трудовых мигрантов из Молдовы.
28 марта 2017 года Додон подписал указ о назначении на 24 сентября того же года референдума, на который вынес четыре вопроса:
- Отмена закона о порядке возврата украденного миллиарда евро из банковской системы Республики Молдова;
- Наделение Президента Республики Молдова дополнительными полномочиями по роспуску парламента и назначению даты досрочных парламентских выборов;
- Сокращение числа депутатов Парламента Республики Молдова со 101 до 71;
- О преподавании в учебных заведениях страны предмета «История Республики Молдова» вместо «Истории румын».

Однако в июле 2017 года Конституционный суд Республики Молдова запретил проведение референдума о расширении полномочий Додона. По мнению Конституционного суда Республики Молдова, «глава государства не может менять Конституцию».

## Внешняя политика
3 апреля Додон подписал меморандум о сотрудничестве Республики Молдова с ЕАЭС. Он заявил о надежде на то, что в мае-июне Республика Молдова может стать полноценным наблюдателем в ЕАЭС. Однако уже 14 апреля на саммите ЕАЭС Республике Молдова был предоставлен статус страны-наблюдателя в ЕАЭС.
9 мая 2017 года Игорь Додон присутствовал на параде в честь Дня Победы 2017 года и был у Вечного Огня. Этот визит стал первым приездом президента Республики Молдова на День Победы за последние 15 лет.
22 мая в Стамбуле, «на полях» саммита Организации черноморского экономического сотрудничества (ОЧЭС), прошли переговоры Игоря Додона с премьер-министром России Дмитрием Медведевым.
31 мая Додон прибыл в Санкт-Петербург для участия в международном экономическом форуме. На этом форуме Додон провёл переговоры с Путиным.
13 июля Додон произнёс краткую речь на открытии фестиваля «Славянский базар» в Витебске.
21 июля парламент Республики Молдова принял декларацию, в которой содержалось требование о выводе российских миротворцев из Приднестровья. Додон осудил эту декларацию.
5 августа Додон посетил иранскую столицу Тегеран.
10 октября 2017 года президент Республики Молдова Игорь Додон принял участие в саммите СНГ в Сочи.
18 декабря Республика Молдова отозвала своего посла из России для консультаций. Додон выступил против этого решения, назвав его провокацией.
26 декабря 2017 года президент Республики Молдова Игорь Додон принял участие в неформальном саммите СНГ, прошедшем в Москве.

## Внутренняя политика
11 мая по инициативе президента Республики Молдова Игоря Додона в Кишинёве был начат сбор подписей за проведение референдума об отставке мэра.
18 мая Игорь Додон выступил против проведения в Кишиневе гей-парада, намеченного на 21 мая. Додон заявил, что поддерживает «традиционные семейные ценности».
24 мая по делу о платных парковках были арестованы примар Кишинева Дорин Киртоакэ и его два вице-примара Нистор Грозаву и Владимир Котец.
20 июля парламент Республики Молдова утвердил большинством голосов переход к смешанной системе голосования. В этот же день президент Додон подписал этот закон.
27 июля Конституционный суд Республики Молдова признал незаконным указ о проведении 24 сентября референдума.
26 августа 2017 года президент Додон заблокировал утверждённый парламентом законопроект о праздновании т.н. «Дня Европы» 9 мая.

## Урегулирование приднестровского конфликта
30 марта 2017 года в Галекарнах прошли переговоры Додона и Красносельского. Эти переговоры стали вторыми переговорами лидеров.

## Игнорирование приказов Додона подчинёнными
На посту Президента Республики Молдова Додон столкнулся с тем, что его указы и распоряжения не всегда исполняются подчинёнными, которые действуют порой вопреки его запретам. Причём приказы не исполняются даже военнослужащими, хотя Додон формально является Верховным главнокомандующим Вооружёнными силами Республики Молдова. Сам Додон присутствовал на параде, посвященному 9 мая в Москве, в то время как военнослужащие Молдовы участвовали 24 августа в параде, посвящённому Дню независимости Украины в Киеве. В сентябре 2017 года военнослужащие Республики Молдова прибыли на учения «Быстрый Трезубец-2017» во Львовскую область Украины, несмотря на то, что Додон им это прямо запретил. При этом формально для направления военнослужащих требовалось согласие Додона. В сентябре 2017 года пограничная служба Республики Молдова отказалась впустить в страну журналистку «Комсомольской правды» Дарью Асламову, несмотря на то, что корреспондентка предъявила именное приглашение от Игоря Додона, который хотел дать ей интервью.

## Отстранения от власти
17 октября 2017 года Конституционный суд Республики Молдова временно отстранил Додона от исполнения обязанности президента за «неспособность исполнения своих обязанностей» (повторный отказ назначить министра обороны, выдвинутого премьер-министром). Временно исполняющим обязанности президента был назначен председатель парламента Андриан Канду.
2 января 2018 года полномочия Додона были снова временно приостановлены по решению Конституционного суда Республики Молдова из-за того, что Додон дважды отклонил кандидатуры членов правительства, предложенные премьер-министром.
5 января 2018 года полномочия Додона были снова временно приостановлены по решению Конституционного суда Республики Молдова из-за того, что Додон дважды отказался подписать Закон о борьбе с иностранной пропагандой, принятый парламентом в конце 2017 года. Закон запрещает трансляцию программ телевидения и радио с информационным, информационно-аналитическим, военным или политическим содержанием, которые произведены в странах, не ратифицировавших Европейскую конвенцию о трансграничном телевидении.
24 сентября 2018 года полномочия Додона были вновь временно приостановлены по решению Конституционного суда Республики Молдова из-за того, что Додон дважды отклонил кандидатуры членов правительства, предложенные премьер-министром.
10 декабря 2018 года Додон был в пятый раз временно отстранён от должности после отказа одобрить 4 закона.
9 июня 2019 года вновь временно отстранён от обязанностей президента Республики Молдова, полномочия были переданы бывшему премьер-министру Павлу Филипу.

## Происшествия
- 9 сентября 2018 года на трассе Кишинёв-Калараш две машины из кортежа Додона попали в ДТП. Додон был госпитализирован, хотя серьёзных телесных повреждений и не было[12][13].